# Tempel Rejo
Tempel Rejo is een bestuurslaag in het regentschap Rejang Lebong van de provincie Bengkulu, Indonesië. Tempel Rejo telt 4192 inwoners (volkstelling 2010).